# روي شايدر
روي ريتشارد شايدر (بالإنجليزية: Roy Richard Scheider)‏ هو ممثل وملاكم هاوي أمريكي ولد في يوم 10 نوفمبر 1932 في مدينة نيوجيرسي في الولايات المتحدة لأب من أصل ألماني بروتستانتي وأم من أصل أيرلندي كاثوليكي، نتيجة لأدواره أعتبر أيقونة ممثلي أدوار ضباط الشرطة في عقد سبعينات القرن الماضي، أشهر الأفلام التي مثلها هي الفك المفترس في سنة 1975 والفك المفترس 2 في سنة 1978 والرابط الفرنسي في 1971 ورجل الماراثون في سنة 1976، كما مثل في مسلسل سي كويست دي إس في من سنة 1993 إلى سنة 1996، ترشح مرتين لنيل جائزة أوسكار وجائزة الغولدن غلوب وجائزة البافتا، وتوفي في يوم 10 فبراير 2009 بعد صراع مع مرض السرطان.

## روابط خارجية
- روي شايدر على موقع IMDb (الإنجليزية)
- روي شايدر على موقع الموسوعة البريطانية (الإنجليزية)
- روي شايدر على موقع روتن توميتوز (الإنجليزية)
- روي شايدر على موقع مونزينجر (الألمانية)
- روي شايدر على موقع ألو سيني (الفرنسية)
- روي شايدر على موقع ميوزك برينز (الإنجليزية)
- روي شايدر على موقع تيرنر كلاسيك موفيز (الإنجليزية)
- روي شايدر على موقع أول موفي (الإنجليزية)
- روي شايدر على موقع قاعدة بيانات برودواي على الإنترنت (الإنجليزية)
- روي شايدر على موقع قاعدة بيانات برودواي على الإنترنت (الإنجليزية)